# Лозское
Лозское — озеро в России, располагается на территории Белозерского района Вологодской области. Код объекта в государственном водном реестре — 08010200311110000004219.

## Бассейн
Площадь водной поверхности озера равняется 14,7 км². Уровень уреза воды находится на высоте 127 м над уровнем моря. Площадь водосборного бассейн озера составляет 1320 км².
Впадает река Чермжа, также соединяется по протокам с озёрами: Азатским на юге и Моткоозером на востоке.
Вытекает река Куность.